# Giorgio Campanella
Giorgio Campanella (Crotone, 20 febbraio 1970) è un ex pugile italiano, Olimpionico a Seul 1988 nei pesi leggeri, due volte sfidante al titolo mondiale WBO dei pesi superpiuma (1994 e 1995) e una volta di quello dei pesi leggeri (1998).

## Carriera

### Dilettanti
La carriera pugilistica di Giorgio Campanella comincia a 10 anni in una piccola palestra situata a Crotone spinto dalla passione per il noto pugile Muhammad Ali. La sua ascesa comincia vincendo a livello locale tornei regionali e interregionali fino ad arrivare in Nazionale. 
Nel 1984 vince due titoli Italiani Novizi A & B, disputando in totale 7 match di cui 6 vinti alla prima ripresa ed uno alla seconda. Nel 1986 Campanella è campione italiano dilettanti dei pesi leggeri, a soli 16 anni. Segue nel 1988 il Titolo Europeo Junior dei pesi superleggeri, a Danzica, in Polonia. 
Il suo obiettivo rimangono però le Olimpiadi, sogno cullato sin dall'infanzia. Campanella riesce a parteciparvi nel 1988 a Seul,  gareggiando nuovamente nei pesi leggeri. Esordisce appena diciottenne come il pugile italiano più giovane della squadra nazionale di pugilato. Batte l'uruguayano Daniel Freitas per KO alla terza ripresa; al secondo turno incontra il tedesco dell'Est Andreas Zülow, campione del mondo in carica, uscendo sconfitto ai punti. 
La carriera dilettantistica di Campanella continua nel 1989 con l'ingresso nel gruppo sportivo delle Fiamme Oro a 19 anni. Vince nuovamente il campionato italiano e il Campionato Europeo Militare a Londra. Sempre nell'89 vince la medaglia di bronzo ai Campionati europei di pugilato dilettanti ad Atene. 
Nel 1990, all'età di 20 anni Giorgio Campanella con il manager Salvatore Cherchi ottenne una deroga per poter passare al pugilato professionistico un anno prima rispetto alle regole imposte dalla Federazione Pugilistica Italiana. Conclude la carriera dilettantistica con un bilancio di 83 vittorie e 7 sconfitte.

### Professionisti
Nel settore professionistico, Campanella vince 20 match di cui 15 per KO. Nel 1993 conquista il titolo Italiano dei Superpiuma contro Paziente Adobati alla sesta ripresa per KO e lo difende per due volte, contro Michele La Fratta e lo stesso Adobati. 
Nel 1994 è designato come sfidante al titolo mondiale WBO dei superpiuma in possesso del grande Óscar de la Hoya, uno dei più forti pugili di tutti i tempi. Nel corso di una seduta di allenamento si procura però una frattura alla mano destra e per ovviare allo scomodo incidente, allena intensamente la mano sinistra. Durante il match, dopo solo 10 secondi dall'inizio del primo round, Campanella sferra il colpo che aveva duramente preparato: un potente gancio sinistro. Il colpo sfiora il viso di De La Hoya che finisce per la prima volta al tappeto. Quando lo statunitense si rialza, Campanella indugia a sferrare il pugno decisivo. Poi finisce al tappeto al secondo e al terzo round e il suo allenatore preferisce gettare la spugna onde evitare ulteriori danni.
Campanella tentò nuovamente il titolo mondiale nel 1995 ad Amsterdam contro Regilio Tuur, perdendo ai punti in 12 round e nel 1998 ad Amburgo contro l'uzbeko Artur Grigorian, uscendo sconfitto per TKO al 10º round.
Dopo altri quattro match, con un fallito tentativo di conquistare il titolo italiano dei leggeri, concluse definitivamente la carriera pugilistica. 

### Dopo il ritiro
Attualmente gestisce una palestra a Tenerife attraverso la quale promuove incontri di pugilato dilettantistico.